# Stasys Razma
Stasys Razma (ur. 18 lipca 1898 w Pipliszkach, zm. 30 lipca 1960 w Radziwiliszkach) – litewski piłkarz, olimpijczyk.

## Życiorys
W 1919 roku wstąpił jako ochotnik do 4. kompanii I Batalionu Żmudzkiego, jednak w tym samym roku został przeniesiony do sił powietrznych. W latach 1922–1925 redaktor naczelny czasopisma Sporto i działacz klubu LFLS Kowno. Od 1925 do 1928 roku był dyrektorem ds. finansowych Szpitala Chorób Płuc w Jurborku. Przed II wojną światową pracował jako księgowy w przedsiębiorstwach zajmujących się przetwórstwem mleka, ulokowanych w powiatach: olickim, szyłokarczemskim i tauroskim. Przez wiele lat był również głównym księgowym wydziału oświaty publicznej rejonu radziwiliskiego. 

### Kariera sportowa
W 1922 roku był zawodnikiem klubu Aviacijos Kowno. Jeszcze w tym samym roku przeszedł do LFLS Kowno, w którym grał do 1925 roku. Jako zawodnik LFLS został dwukrotnym mistrzem Litwy w piłce nożnej (1922–1923).
W 1923 roku zagrał w pierwszym międzypaństwowym spotkaniu reprezentacji Litwy – był to przegrany mecz przeciwko Estonii (0–5). Otrzymał powołanie do reprezentacji narodowej na Letnie Igrzyska Olimpijskie 1924 (debiut Litwy na igrzyskach olimpijskich). Litwini rozegrali jeden mecz; w pojedynku 1/16 finału reprezentanci tego kraju przegrali z drużyną Szwajcarii 0–9 i odpadli z turnieju. Wystąpił także w rozegranym dwa dni później spotkaniu towarzyskim przeciwko zespołowi egipskiemu (0–10). W sierpniu tego samego roku zagrał w spotkaniu towarzyskim przeciwko Estonii, wygranym przez Litwinów 2–1 – był to pierwszy w historii mecz międzynarodowy, który zakończył się zwycięstwem zespołu litewskiego. Ostatni mecz w kadrze zagrał w czerwcu 1925 roku – Litwini przegrali 0–1 z Estonią (był to jedyny mecz Razmy, w którym był kapitanem zespołu narodowego).
W 1922 roku został wicemistrzem Litwy w baseballu (z zespołem Aviacijos Kowno), a rok później zdobył brązowy medal w lekkoatletyce na dystansie 800 m (2:37,2).

### Mecze w reprezentacji
| Mecze i gole w reprezentacji | Mecze i gole w reprezentacji | Mecze i gole w reprezentacji | Mecze i gole w reprezentacji | Mecze i gole w reprezentacji | Mecze i gole w reprezentacji | Mecze i gole w reprezentacji | Mecze i gole w reprezentacji     |
| Litwa                        | Litwa                        | Litwa                        | Litwa                        | Litwa                        | Litwa                        | Litwa                        | Litwa                            |
| Lp.                          | Data                         | Miejsce                      | Reprezentacja                | Przeciwnik                   | Wynik                        | Gol                          | Rozgrywki                        |
| ---------------------------- | ---------------------------- | ---------------------------- | ---------------------------- | ---------------------------- | ---------------------------- | ---------------------------- | -------------------------------- |
| 1.                           | 24.06.1923                   | Kowno                        | Litwa                        | Estonia                      | 0:5                          |                              | Mecz towarzyski                  |
| 2.                           | 25.05.1924                   | Paryż                        | Litwa                        | Szwajcaria                   | 0:9                          |                              | Letnie Igrzyska Olimpijskie 1924 |
| 3.                           | 27.05.1924                   | Paryż                        | Litwa                        | Królestwo Egiptu             | 0:10                         |                              | Mecz towarzyski                  |
| 4.                           | 24.08.1924                   | Tallinn                      | Litwa                        | Estonia                      | 2:1                          |                              | Mecz towarzyski                  |
| 5.                           | 28.06.1925                   | Kowno                        | Litwa                        | Estonia                      | 0:1                          |                              | Mecz towarzyski                  |